# Se a Vida Começasse Agora
Se a Vida Começasse Agora es una comedia brasileña dirigida por Alexandre Klemperer que se lanzará el 20 de octubre de 2016. Es protagonizada por Caio Castro, Luiza Valdetaro y Marcelo Serrado. La película irá se pasar en el Rock in Rio, y las grabaciones se empezaron a mediados de 2015.

## Sinopsis
Beto (Caio Castro), un aspirante a periodista joven puede hacer frente a una gran oportunidad: cubrir para un diario el primer gran evento musical celebrado en el país. Bia (Luiza Valdetaro), una chica que, para realizar su sueño de conocer a Freddie Mercury, decide huir con su amiga Magda (Sophia Abrahão) para el Río de Janeiro en busca de grandes momentos. El año es 1985 y el empresario Roberto Medina (Marcelo Serrado) busca a toda costa tratar de hacer posible la realización del evento musical más grande de la historia del país. Lo que no saben es que sus caminos se cruzan y después de eso sus vidas nunca serán las mismas. El festival marcó el comienzo de una nueva era del rock en Brasil, es también el sello de una gran historia de amor, desacuerdos y logros.

## Reparto
- Caio Castro - Beto
- Luiza Valdetaro - Bia
- Marcelo Serrado - Roberto Medina
- Sophia Abrahão - Magda
- Ícaro Silva
- Nelson Freitas
- Karen Junqueira